# Leipzig-Paunsdorf
Leipzig-Paundsorf – przystanek kolejowy w Lipsku, w kraju związkowym Saksonia, w Niemczech. Znajdują się tu 3 perony.